# Вкуси пулю
«Вкуси пулю» или «Укуси пулю» (англ. Bite The Bullet) — американский кинофильм 1975 года в жанре вестерна. Дословно английская идиома bite the bullet означает — «смирись!»

## Сюжет
В начале XX века газета организует скачки на выносливость: нужно преодолеть 700 миль за несколько дней. В гонку включаются 9 любителей приключений, среди них — женщина (мисс Джонс), мексиканец, англичанин, молодой ковбой, старый ковбой и два друга — Сэм Клейтон и Люк Метьюс. Всем этим индивидуалистам предстоит научиться уважать друг друга.

## В ролях
- Джеймс Коберн — Люк Мэттьюс
- Кэндис Берген — мисс Джонс
- Джин Хэкмэн — Сэм Клейтон
- Бен Джонсон — Мистер
- Роберт Доннер — репортёр
- Ян-Майкл Винсент — Карбо
- Иэн Баннен — Гарри Норфолк
- Дэбни Коулмен — Джек Паркер